# Đông Phước, Châu Thành (Hậu Giang)
Đông Phước là một xã cũ thuộc huyện Châu Thành, tỉnh Hậu Giang, Việt Nam.

## Địa lý
Xã Đông Phước có diện tích 25,41 km², dân số năm 2001 là 12.664 người, mật độ dân số đạt 498 người/km².

## Hành chính
Xã Đông Phước được chia thành 10 ấp: Đông Bình, Đông Lợi, Đông Lợi A, Đông Lợi B, Đông Phú, Đông Phú A, Đông Sơn, Đông Thạnh, Phước Hòa.

## Lịch sử
Ngày 11 tháng 7 năm 2019, Hội đồng Nhân dân tỉnh Hậu Giang ban hành Nghị quyết 11/2019/NQ-HĐND về việc sáp nhập ấp Đông Thạnh A vào ấp Đông Thạnh.